# 基督教民主黨 (巴西)
基督教民主黨（葡萄牙語：Partido Democrata Cristão，缩写为PDC）是巴西历史上的一個政黨，於1945年成立。该党是一個支持傳統基督教價值觀的小黨，從未於選舉中勝選，並於1965年被軍政府禁止。
該黨在1985年軍隊垮台後重新創建，隨後與包括民主社會黨在內的其他政黨合併，於1993年成立了更为右倾的巴西進步黨。
巴西現任總統雅伊尔·博索纳罗1988年加入該黨，直到该党與民主社會黨合併。